# Падение Мосула
Паде́ние Мосу́ла длилось с 4 по 10 июня 2014 года, когда боевики Исламского Государства Ирака и Леванта (ИГИЛ), возглавляемые Абу Абдуррахманом аль-Билави, одержали победу над иракской армией, возглявляемой генерал-лейтенантом Махди Гарави.
4 июня боевики ИГИЛ начали операцию по захвату Мосула. Иракская армия официально насчитывала 30 000 солдат и ещё 30 000 федеральных полицейских, дислоцированных в городе, столкнувшись с атакующими силами численностью 1000 человек. Фактическая численность иракских сил была намного ниже из-за солдат-призраков, что значительно снизило боевую способность. После шести дней боевых действий и массовых дезертирств иракские солдаты получили приказ отступить. Город Мосул, включая международный аэропорт Мосула и вертолёты, расположенные там, попал под контроль ИГИЛ. По оценкам, 500 000 гражданских лиц бежали из города.

## Предшествующие события
С декабря 2013 года в западном Ираке продолжались столкновения между иракскими повстанцами, иракскими силами безопасности и Исламским Государством Ирака и Леванта. В начале 2014 года ИГИЛ захватило города Фаллуджа и Хит, установив контроль над большей частью провинции Анбар. Тогда иракская армия решила начать военную операцию в Анбаре, чтобы вернуть регион под контроль правительства. 5 июня 2014 года иракская армия вернула контроль над городом Самарра, и вплотную подошла к городу Фаллуджа чтобы очистить город от боевиков ИГИЛ. Однако боевики ИГИЛ начали продвижение в сторону соседней Сирии, в которой в то время вовсю шла гражданская война.
В начале июня, одновременно с кампанией иракской армии в провинции Анбар, Исламское Государство Ирака и Леванта начало активное наступление в центральном и северном Ираке. Во время наступления 4 июня, иракские силы безопасности убили недалеко от Мосула командующего боевиками Абу Абдульрахмана аль-Билави. Операцию, которая привела к захвату Мосула боевиками, сами боевики назвали «Месть Билави», ссылаясь на псевдоним их покойного командира. До того, как началась операция, боевики всё ещё контролировали Фаллуджу и Аль-Карму, а также частично города Хадита, Джурф ас-Сахр, Ана, Эль-Каим, Абу-Грейб, и несколько маленьких посёлков в провинции Анбар.

## Атака на Мосул
4 июня иракская полиция под командованием генерал-лейтенанта Махди Гарави загнали рядом с Мосулом в угол командующего ИГИЛ в Ираке Абу Абдуррахмана аль-Билави. Билави подорвал себя, и Гарави понадеялся, что атака на Мосул предотвращена. В тот же день утром в 02:30 конвой ИГИЛ из пикапов, каждый из которых мог вместить в себя 4 солдата, вошёл в Мосул, атаковав со стрельбой солдат, патрулировавших въезд в город. Хотя, как думалось, на первом рубеже обороны Мосула стояло 2500 солдат, Гарави говорит, что «на самом деле их количество было около 500 человек». Он заметил, что все танки, ранее находившиеся в городе, были использованы иракскими силами в провинции Анбар, в городе было слишком мало вооружения, чтобы противостоять боевикам. Боевики повесили, сожгли и замучили некоторых иракских солдат во время нападения.
5 июня в городе был введён комендантский час. Правительство использовало вертолёты, чтобы бомбить боевиков. В южной части города пять террористов-смертников подорвали арсенал. 6 июня ИГИЛ начало наступление на северо-западные части города. Силы ИГИЛ в городе составили 1500 боевиков. В деревне Муваффакия рядом с Мосулом подорвались две машины с террористами-смертниками, убив шесть солдат из народности шабаков. После этих атак большинство солдат Ирака или отступило в пустыню, или скрылось среди местного населения.
8 июня группировка произвела двойной теракт с использованием террористов-смертников в офисе партии Патриотического союза Курдистана в городе Джалаула, в результате взрывов погибло 18 человек. В тот же день около сотни вертолётов, прилетевших в Мосул, вывезли оттуда 400 человек. Тогда же в городе активировались и спящие ячейки ИГИЛ, и согласно заявлениям полицейских, «целые районы подчинились им». Покушения, совершённые спящими ячейками, полностью лишили Мосул руководства. ИГИЛ также бомбило отделение полиции в районе аль-Урайби.
9 июня боевики ИГИЛ казнили 15 членов иракских сил безопасности, которые были захвачены в городе Тикрит. Согласно CBS News, в тот же день во время штурма главного офиса провинции Найнава боевики были вооружены пулемётами и ручными противотанковыми гранатомётами. К тому времени четвёртый батальон был в составе остатков местной полиции, противостоящими боевикам, остальные силы обороны убежали либо присоединились к оппозиции. Испытывая недостаток боеприпасов и планов, как вернуть утерянный контроль над городом, Гарави по совету отставного генерала Халеда аль-Обейди приказал, чтобы вооружённые силы отступили. В ту же самую ночь ИГИЛ атаковало Мосул. Солдаты иракской армии бежали из города во время его атаки, позволив повстанцам установить полный контроль над городом уже к полудню 10 июня. Боевики захватили огромное количество техники и объектов, включая Международный Аэропорт Мосула, который служил центром для американских войск в провинции. Боевики захватили вертолёты, находящиеся в аэропорту, в дополнение к «нескольким деревням» и военной авиабазе в южной провинции Салах-эд-Дин. Иракская армия потерпела сокрушительное поражение. Большинство оставшихся солдат сложили оружие и переоделись в гражданскую одежду, чтобы слиться с мирным населением.
Город был полностью захвачен ИГИЛ 10 июня 2014 года после четырёхдневной битвы. Также всё это время группировка двигалась от Мосула к Киркуку. За время захвата боевиками города было освобождено около 1000 заключённых, многих из которых приветствовали боевики. Над правительственными зданиями было поднято чёрное знамя.

### Последствия
11 июня боевики ИГИЛ вошли в богатый нефтью город Байджи, а захватив его, они подожгли главное здание суда и отделение полиции. Боевики, которые ехали в группе приблизительно из 60 транспортных средств, также взяли под свой контроль тюрьму Байджи и освободили всех заключённых. Местные жители рассказали СМИ, что ИГИЛ послало группу местных руководителей племён попытаться убедить 250 охранников нефтепредприятий уйти со своих постов. Солдат и полицию также попросили покинуть регион. Аль-Джазира утверждала, что позже в тот же день боевики отступили из Байджи после того, как подкрепление от Четвёртого бронированного подразделения иракской армии прибыло в город.
В тот же день члены ИГИЛ захватили турецкое консульство в Мосуле, похитив 49 турецких сотрудников, включая генерального консула Озтюрка Йылмаза, трёх детей и несколько членов турецкого спецназа. В докладах предполагалось, что похищенные были возвращены в ближайшую военную базу и были целы. Неназванный турецкий чиновник подтвердил, что правительство было в контакте с ИГИЛ. Премьер-министр Реджеп Тайип Эрдоган созвал на экстренное совещание членов Национальной Спецслужбы и заместителя премьер-министра Бешира Аталая, чтобы обсудить ситуацию. Нападение на турецкое консульство произошло спустя день после того, как 28 турок-водителей грузовиков, поставляющих топливо на электростанции в Мосуле, были похищены боевиками.
Также террористы к вечеру 11 июня, после двухдневного боя, полностью захватили Тикрит, административный центр провинции Салах-эд-Дин и родной город бывшего президента Саддама Хуссейна. Местные чиновники сообщили, что вокруг города были установлены контрольно-пропускные пункты и что по крайней мере 300 заключённых были освобождены из тюрем города, многие из которых отбывали наказания за террористическую деятельность.
В ответ на падение Мосула и его последствия иракское правительство заявило, что объявляет в стране чрезвычайное положение. Правительство также заявило о плане переформировать вооружённые силы страны, а также сотрудничать с племенами и войсками США.

## Реакция
США: Государственный департамент США заявил, что был «глубоко затронут» и почувствовал, что ситуация «чрезвычайно серьёзная». Их представитель Дженнифер Псаки заявила: «эта растущая угроза иллюстрирует потребность сотрудничества всего мира с иракцами, чтобы противостоять общему врагу и изолировать военизированные группировки от остального населения».
 Ирак: Осама ан-Наджейфи, спикер парламента, который родом из Мосула, заявил, что «то, что произошло, является бедствием по любому стандарту». Он также подверг критике «небрежность» армии, покинувшей город. Премьер-министр Нури Камель аль-Малики также попросил «помощь» от «дружелюбных правительств».
Находящийся в Мосуле бизнесмен прокомментировал, что «город упал как самолёт без двигателя», что «они стреляли в воздух из оружия, но никто не стрелял в них». Один чиновник сказал агентству Рейтер, что «они [боевики ИГИЛ] появляются, стреляют и исчезают через секунду».